# Museu Nacional de l'Índia
El Museu Nacional de l'Índia està situat a Nova Delhi va ser fundat el maig de l'any 1946 pel Comite Murice Gwyer. De fet, la fundació va sorgir arran d'una exposició d'art indi que va fer la Royal Academy of Arts de Londres. Aquesta consistia en artefactes seleccionats de diversos museus de l'Índia, amb la col·laboració del govern de l'Índia i Gran Bretanya. L'exposició es va dur terme l'hivern de 1947- 1948 a les galeries del Burlington House de Londres. Més tard aquesta col·lecció es va exposar a Delhi. L'any 1949 es va organitzar una exposició a la Rashtrapati Bhawan, la residència del president, Dr. Rajendra Prasad a Nova Delhi. L'esdeveniment va resultar ser un gran èxit. Aquest va animar la posterior fundació del museu nacional. Les primeres peces van ser cessions perpetues d'altres museus o bé préstecs dels governs locals, les autoritats dels museus i també donants privats. Actualment el museu és dirigit per B. R. Mani.

## Seccions
El Museu Nacional de Nova Delhi te una col·lecció molt extensa. Les col·leccions que es troben en el museu Nacional representen gairebé totes les disciplines artístiques: arqueologia (escultures de bronze, terracota i pedra), armes, armadures, arts decoratives, joieria, manuscrits, miniatures i pintures de Tanjore, tèxtils, numismàtics, epigrafia, central. Antiguitats asiàtiques, col·leccions d'art precolombí americans i occidentals, antropologia. El museu té més de 200.000 peces, tant d'origen indi com de l'estranger, que cobreixen 5.000 anys del patrimoni cultural de l'Índia, actualment el museu mostra un sis o set per cent de la seva col·lecció.

#### Arqueologia

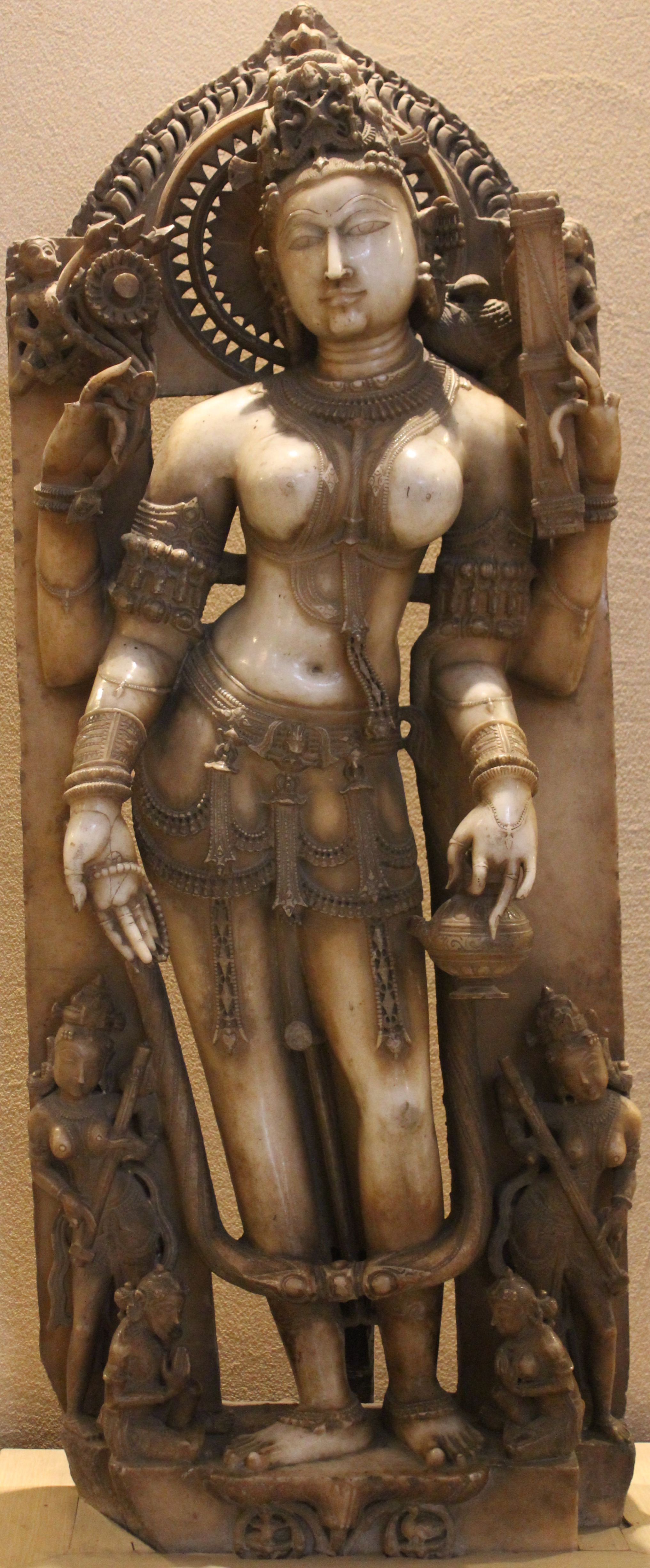
Saraswati

Després de la civilització de la vall de l'Indus, l'Índia va entrar en l’era de diferents governaments i dinasties.  Durant el període antic i medieval de la història índia, moltes dinasties com els Maurya, Shunga, Satavahana, Kushana, Gupta, Vardhana, Pratihara (al nord), Pala, Sena (a l'est), Maitraka (a l'oest), Chola , Chalukya, Hoysala, Vijayanagar, Nayaka (al sud) ha sorgit en una part diferent de l'Índia. Durant aquest període van coexistir diferents tipus d’art, en aquestes també hi havia estructures religioses, mausoleus i escultures fetes de diversos estils d’art, que van sorgir simultàniament a diferents regions.

#### Antropologia
Té una col·lecció de 8.000 objectes de materials i mitjans. En aquesta col·leccions s'hi conserven titelles, peces de vestir, màscares armes, objectes, utilitaris, pintures, adorns, instruments musicals, entre d'altres.

#### Armes i armadures

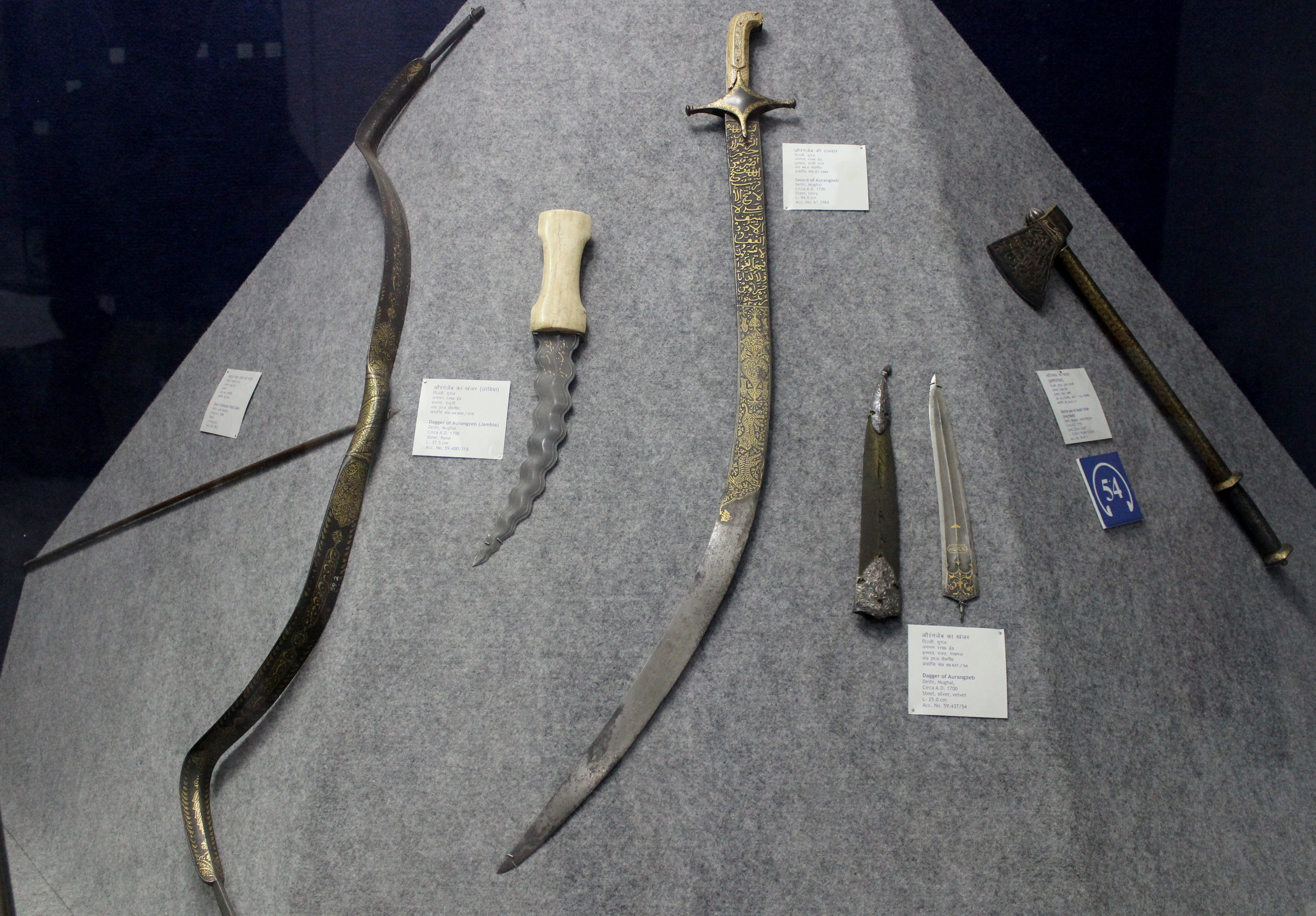
Arc i fletxa de Bahadur Shah Zafar 2, Espasa i Daga d'Aurangzeb i Destral de batalla de Nadir Shah, Museu Nacional, Nova Delhi

Des de la prehistòria a l’actualitat, la protecció i la guerra han estat sempre una part inseparable de la societat humana. El museu te una extensa col·lecció d’armes índies com diferents varietats d’arcs , punyals, escuts, cascs, armadures per a la protecció d’animals que s’utilitzaven a les batalles. entre elles hi trobem l’espasa personal de l'emperador Aurangzeb, armes de foc.

#### Antiguitats d'Àsia Central
S'hi poden trobar elements procedents de territoris de cultura hel·lènica, sassànida, uigur, xinesa, tibetana i índia de l'Àsia Central. En aquesta col·lecció s'hi troben més de dotze mil artefactes provinents de la regió de Xinjiang, durant tres expedicions el 1900-1901, 1906-1908 i 1913-1916.

#### Arts Decoratives
Hi ha des de rajoles i talles a fusta a estris de ceràmica o metall fins a tèxtils i joieria. Son objectes creats manualment i ens ajuden a entendre les societats i el seu desenvolupament. La Galeria d'Art Decoratiu del Museu de Nacional de Nova Delhi mostra una visió de l'estil de vida que duien a terme els governants i regnes de l'època passada de la història de l'Índia.

#### Manuscrits
El museu acull prop de 14.000 manuscrits en diversos idiomes i escriptures, aquests abracen un gran nombre de temes i representen diferents escoles i províncies. 1000 d'aquests estan il·lustrats, els manuscrits no il·lustrats son cal·ligràfics, aquests tenen lletres ornamentades. Moltes representacions de les il·lustracions estan fetes amb làmina d'or.

#### Numismàtics i Epigrafia
La moneda índia té una llarga i rica tradició històrica que ens ensenya els canvis polítics i econòmics que hi ha hagut al llarg de la història. Aquestes també reflecteixen el desenvolupament cultural i estètic de diferents èpoques i regions.

#### Pintura
En el museu té unes 17.000 pintures, moltes d'elles representen tots els estils importants amb miniatures índies. És una de les col·leccions de pintures en miniatura de tot el país. La pintura miniaturista es tradicional a l'Índia i es fan en murals, pintures de tela i pintures sobre fusta.

#### Joies
La galeria de les joies del museu nacional s'anomena "Alamkara". Hi trobem des de collarets de perles d'àgata procedents de jaciments com ara Mohenjo-Daro i Harappa fins a les joies amb imatges de déus i deesses. Aquestes joies tenen 5.000 anys de història son una expressió de la història estètica i cultural del país.

#### Art Precolombí i occidental
La col·lecció d'art precolombí donada pels Heeramaneek representa les principals cultures del món precolombí. És una col·lecció d'artefactes de Mèxic, Perú, Argentina, Costa Rica, Nicaragua i altres regions d'Amèrica del Sud formen part de la col·lecció del Museu Nacional.

## Col·leccions

#### Galeria Harappa

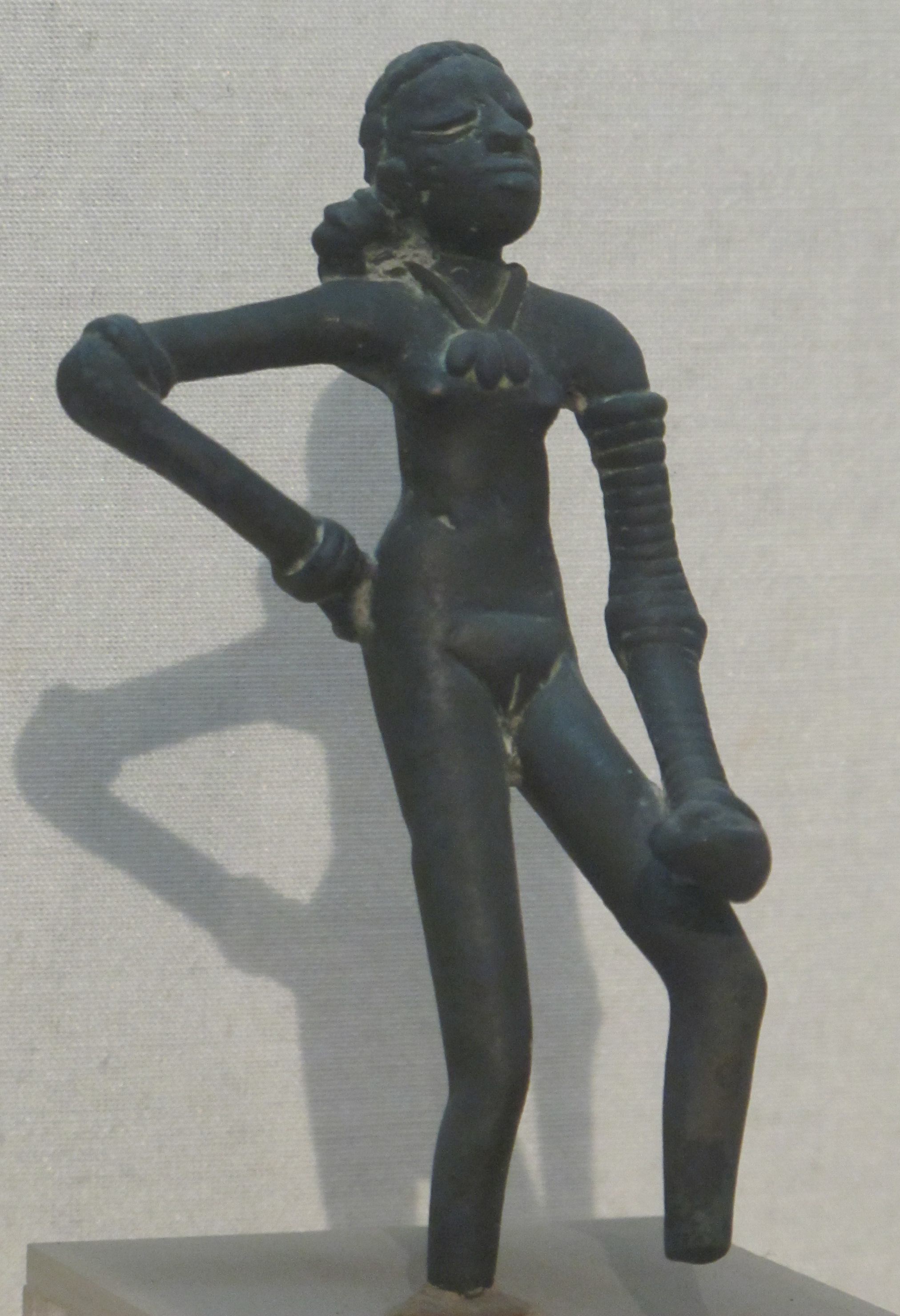
La malanomenada ballarina de Harappa (molt possiblement, una dona oferent)

Les col·leccions d'aquesta galeria van aparèixer en unes excavacions pioneres fetes durant el segle XX i més tard després de la Independència de l'Índia l'any 1947. La civilització Harappa es creu que és una de les més antigues del món juntament amb Mesopotàmia i Egipte. La civilització de Harappa s'identifica com una civilització de l'edat de bronze, ja que molts dels objectes que s'han trobat estan fets de bronze. Com per exemple la "noia que balla", aquesta reprodueix una visió dels avenços fets en l'art i la metal·lúrgia, com el pentinat i els ornaments de l'època. En aquesta galeria es pot veure la cronologia comparativa de quatre civilitzacions principals de l'edat del bronze del tercer mil·lenni abans de crist que van existir simultàniament a tot el món.

#### Art Gupta

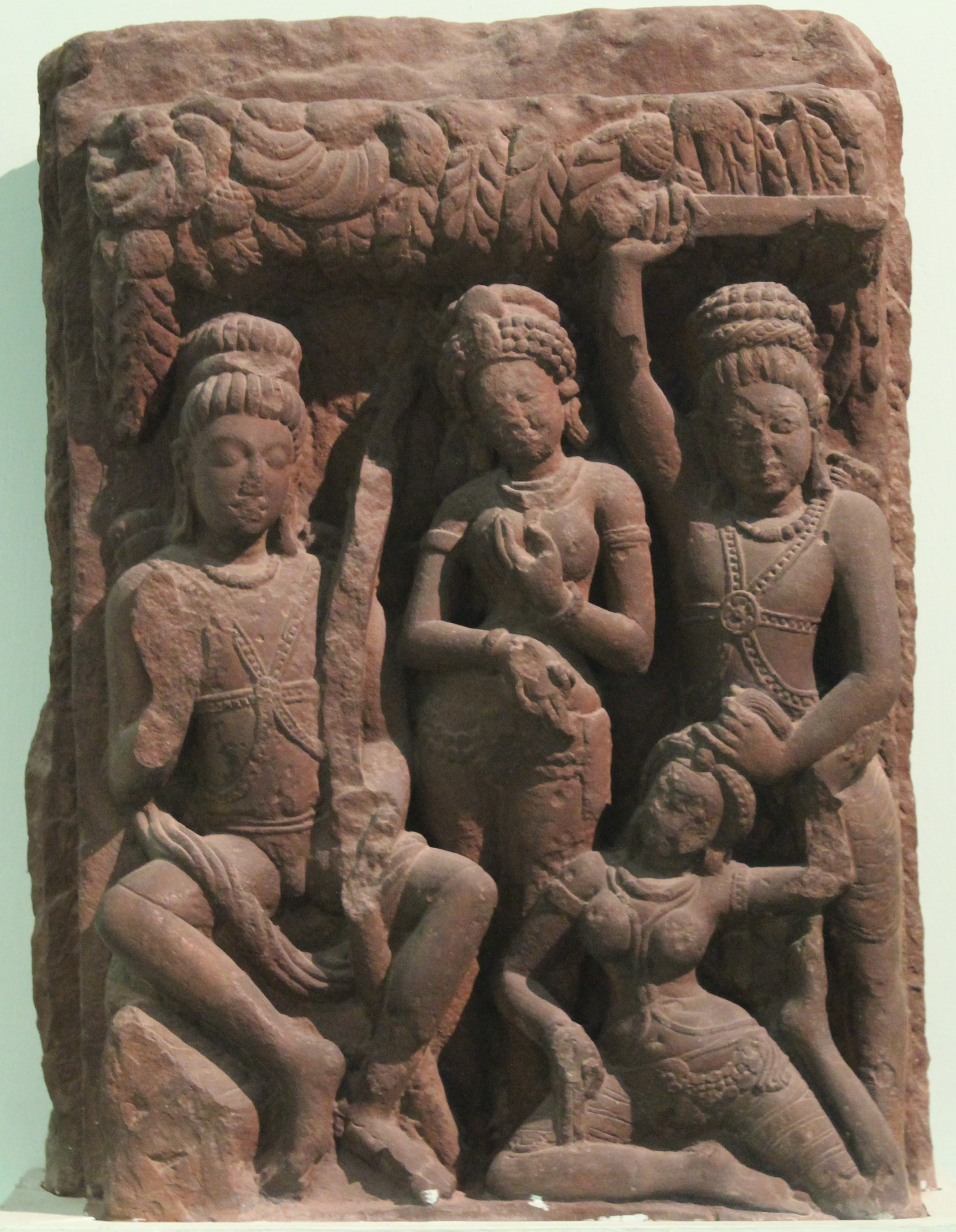
Laxman tallant el nas a Surpankha

La galeria Gupta ens transporta a l'època daurada de l'art indi (segles IV-VIdC), aquest cita el patrocini il·lustrat dels governants Gupta, l'art indi es va considerar la perfecció plàstica en les formes humanes, de fauna i florals establint un estàndard de creació artística dels segles que venien. L'art Gupta va ser destacat per la seva diversitat d'imatges, ja que es trobaven en una evolució i desenvolupament del pensament i la iconografia religiosa. Un exemple d'aquest fet és un Siva Nataraja de Nachana, és la imatge més antiga de la dansa d'aquesta divinitat. En aquesta galeria hi trobem una gran varietat de figures fetes amb terracota aquestes procedeixen de llocs com Mathura, Ahichchhatra, Bhitargaon i Kaushambi.

## Edifici

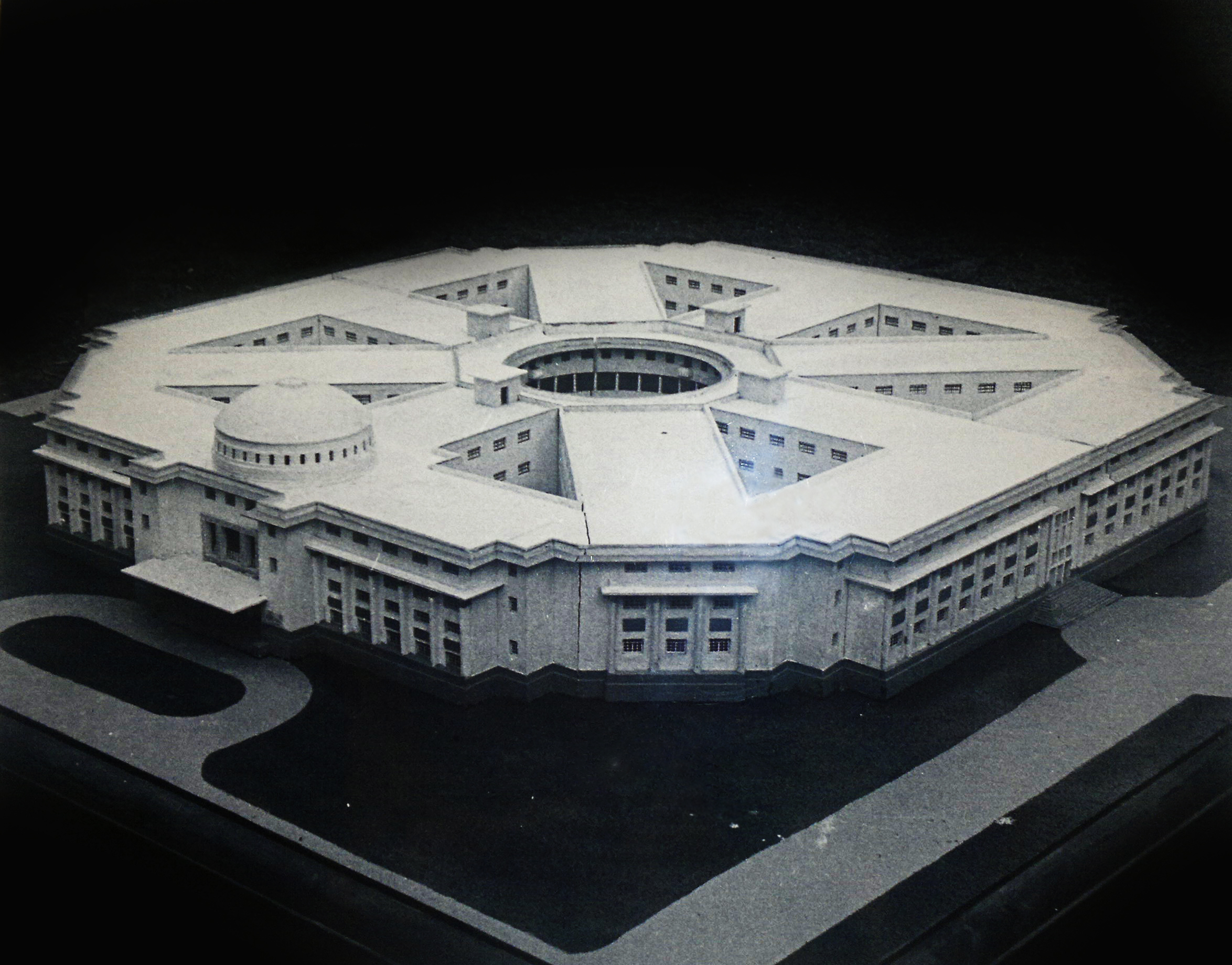
Reconstrucció en tres dimensions de l'edifici del museu

L'edifici on es troba el Museu Nacional de Nova Delhi va ser dissenyat per l'arquitecte Ganesh Bikaji Deolalikar l'any 1955. Aquest va ser inaugurat pel Dr. Sarvepalli Radhakrishanan, Vicepresident de l' Índia. L'edifici estava pensat per ser construït per fases per finalment donar una forma octogonal. L'edifici té tres plantes amb galeries que irradies des d'un pati central enjardinat.

## Auditori
A més de les galeries, el museu també compta amb un auditori amb capacitat per a 250 persones. En aquest auditori, es projecta regularment una breu pel·lícula que introdueix el museu i les seves col·leccions. A l'auditori, es realitzen projeccions cinematogràfiques relacionades amb l’art, la història i el patrimoni.